# Dođo
Dođo (jap.: 道場; Dojo), japanski izraz koji u doslovnom prijevodu znači mjesto puta. Kao takav može se odnositi na formalno mjesto za vježbanje bilo koje japanske vještine, ali obično se smatra formalnim mjestom okupljanja učenika borilačkih vještina radi vježbanja, polaganja ili drugih susreta.
Koncept dođoa kao mjesta za vježbanje borilačkih vještine je koncept sa zapada; U Japanu se svaki prostor za vježbanje, uključujući profesionalne hrvačke škole, može nazvati dođo u zavisnosti od konteksta.

## Vanjske povezice
- Dojo